# O Predador (2018)
The Predator (bra/prt: O Predador) é um filme estadunidense de 2018, de ação e ficção científica, dirigido por Shane Black e escrito por Black e Fred Dekker. É o quarto filme da série Predador.
O filme é estrelado por Boyd Holbrook, Trevante Rhodes, Jacob Tremblay, Keegan-Michael Key, Olivia Munn, Sterling K. Brown, Thomas Jane e Alfie Allen. Foi lançado em 14 de setembro de 2018 nos Estados Unidos.

## Elenco
- Boyd Holbrook como Quinn McKenna
- Trevante Rhodes como Nebraska Williams
- Jacob Tremblay como Rory
- Keegan-Michael Key como Coyle
- Olivia Munn como Casey Bracket
- Sterling K. Brown como Will Traeger
- Thomas Jane como Baxley
- Alfie Allen como Lynch

## Lançamento
The Predator foi originalmente programado pela 20th Century Fox para ser lançado de 2 de março de 2018, antes da data ser antecipada para 9 de fevereiro de 2018. O filme foi então adiado para 3 de agosto de 2018. Em fevereiro de 2018, a data de lançamento foi adiada para 14 de setembro de 2018.
Em Portugal e no Brasil, foi lançado um dia antes, em 13 de setembro de 2018.

## Recepção

### Bilheteria
The Predator arrecadou US$ 51 milhões nos Estados Unidos e Canadá, e US$ 109,5 milhões em outros territórios, totalizando um faturamento mundial total de US$ 160,5 milhões, contra um orçamento de produção de US$ 88 milhões.

### Resposta da crítica
No site agregador de críticas Rotten Tomatoes, 34% das 299 resenhas dos críticos são positivas, com uma classificação média de 5,0/10. O consenso do site diz: "The Predator tem violência e piadas de sobra, mas sua ação caoticamente vazia se soma a mais uma oportunidade perdida para uma franquia cada vez mais definida pela decepção." O Metacritic, que usa uma média ponderada, atribuiu ao filme uma pontuação de 48 em 100, baseado em 49 críticos, indicando críticas "mistas ou médias".